# Adomas Galdikas
Adomas Galdikas (ur. 18 października 1893 w Giršinai w rejonie szkudzkim, zm. 7 grudnia 1969 w Nowym Jorku) – litewski malarz, grafik i scenograf. Uważany za jednego z inicjatorów współczesnej sztuki litewskiej i za następcę M.K. Čiurlionisa.

## Życiorys
W 1917 roku ukończył Szkołę Rysunku Technicznego barona Schtiglitza w Petersburgu. W 1918 wrócił na Litwę i pracował w gimnazjum i w seminarium nauczycielskim w Kownie. W latach 1923–1940 (z przerwą w latach 1929–1930) uczył w Szkole Sztuk Pięknych w Kownie.  Wśród jego studentów był m.in. Vytautas Kazimieras Jonynas. W latach 1940–1944 uczył w Instytucie Sztuki Stosowanej i Dekoracyjnej w Kownie. W 1944 roku wyemigrował do Niemiec. W latach 1946–1947 wykładał w École des Arts et Métiers we Fryburgu. W latach 1947–1952 mieszkał w Paryżu. W 1952 roku przeniósł się do Stanów Zjednoczonych i osiadł w Nowym Jorku, gdzie zmarł w 1969 roku. Był członkiem grupy Ars. Od 1920 roku jego prace były pokazywane na wystawach, m.in. w Paryżu (1931, 1948), Fryburgu (1946), Nowym Jorku (1954, 1956–1957, 1960–1961, 1963), Baltimore, Cleveland, Chicago, Filadelfii (wszystkie w 1963), Bostonie (1963, 1965) Los Angeles (1965). Był autorem wielu pejzaży, grafik, ilustracji książkowych, rysunków, martwych natur, portretów, kompozycji abstrakcyjnych, a także projektantem litewskich pawilonów na międzynarodowych wystawach w Paryżu i Nowym Jorku. Jego prace są eksponowane m.in. w muzeach w Petersburgu, Wilnie, Kownie, Paryżu i Chicago.